# Israël op het Eurovisiesongfestival 1991
Israël deed mee aan het Eurovisiesongfestival 1991. De Israëlische kandidaat werd gezocht via Kdam Eurovision. IBA was verantwoordelijk voor de Israëlische bijdrage voor de editie van 1991.

## Selectieprocedure
Kdam 1991 was het festival dat op 27 maart 1991 georganiseerd werd in het Binyaney Ha'uma gebouw te Jeruzalem. Op dit festival werd de Israëlische bijdrage voor het Eurovisiesongfestival gekozen, dat later dat jaar in Rome plaats zou vinden. De presentatie werd gedaan door Shira Gera (die ook het Kdam 1989 copresenteerde) en Danny Rup, die destijds vooral bekend was als weerman.
Tot de favorieten van de avond behoorden Ilana Avital (die voor de 3e keer aan een Kdam meedeed, Orna & Moshe Datz (tweede deelname), Uri Fainman, Adam en Ofira Yosefi (nu dus alleen en niet met haar zus zoals in 1989). Het echtpaar Datz won met grote afstand met hun liedje Kaan, dat Hier betekent, dat in Israël een evergreen zou worden en ook internationaal was er succes.
Het paar ging onder de naam Duo Datz naar Italië en tijdens de puntentelling leek het er vaak op dat ze het festival zouden winnen, uiteindelijk werden ze derde met 139 punten op slechts 7 punten afstand van de nummers 1 en 2 die evenveel punten haalden. Joegoslavië, Turkije en Spanje gaven de volle twaalf punten.

### Nationale Finale
| Startplaats | Artiest                            | Lied                        | Punten | Plaats |
| ----------- | ---------------------------------- | --------------------------- | ------ | ------ |
| 1           | Adam                               | "Yachad na'amod"            | 53     | 2      |
| 2           | Elinor Aharon and Tzeirey Tel-Aviv | "Tze'ira"                   | 49     | 4      |
| 3           | Ilana Avital                       | "Ahavati ha'achrona"        | 14     | 9      |
| 4           | Shir                               | "Kol shana"                 | 51     | 3      |
| 5           | Shimi Tavori                       | "Mitga'age'ah la'romantica" | 5      | 11     |
| 6           | Yoel Lerner and Moti Dichne        | "Primadonna"                | 11     | 10     |
| 7           | Tal Amir                           | "Mikol hashtikot"           | 2      | 12     |
| 8           | Shlomi Shabat                      | "Mikan"                     | 41     | 5      |
| 9           | Ofira Yossefi                      | "Olam"                      | 35     | 7      |
| 10          | Uri Feinman                        | "Hava nagila, gila"         | 41     | 5      |
| 11          | Puncher                            | "Bella"                     | 34     | 8      |
| 12          | Duo Datz                           | "Kan"                       | 70     | 1      |

## In Rome
In Italië trad Israël als vijftiende van 22 landen aan, na Noorwegen en voor Finland. Het land behaalde een 3de plaats, met 139 punten.
Men ontving ook 3 keer het maximum van de punten.
België gaf 8 punten aan de inzending  en  Nederland deed niet mee in 1991.

### Gekregen punten

#### Finale
| 12 punten                          | 10 punten                                    | 8 punten                                 | 7 punten    | 6 punten           |
| ---------------------------------- | -------------------------------------------- | ---------------------------------------- | ----------- | ------------------ |
| - Joegoslavië - Spanje - Turkije   | - Denemarken - IJsland - Verenigd Koninkrijk | - België - Ierland - Malta - Zwitserland | - Noorwegen | - Finland - Zweden |
| 5 punten                           | 4 punten                                     | 3 punten                                 | 2 punten    | 1 punt             |
| - Cyprus - Griekenland - Luxemburg | - Portugal                                   | - Frankrijk                              |             |                    |

### Punten gegeven door Israël

#### Finale
Punten gegeven in de finale:
| 12 punten | Frankrijk           |
| 10 punten | Zweden              |
| 8 punten  | Zwitserland         |
| 7 punten  | Turkije             |
| 6 punten  | Cyprus              |
| 5 punten  | Verenigd Koninkrijk |
| 4 punten  | Griekenland         |
| 3 punten  | Italië              |
| 2 punten  | Spanje              |
| 1 punt    | Ierland             |

1973 · 1974 · 1975 · 1976 · 1977 · 1978 · 1979 · 1980 · 1981 · 1982 · 1983 · 1984 · 1985 · 1986 · 1987 · 1988 · 1989 · 1990 · 1991 · 1992 · 1993 · 1994 · 1995 · 1996-1997 · 1998 · 1999 · 2000 · 2001 · 2002 · 2003 · 2004 · 2005 · 2006 · 2007 · 2008 · 2009 · 2010 · 2011 · 2012 · 2013 · 2014 · 2015 · 2016 · 2017 · 2018 · 2019 · 2020 · 2021 · 2022 · 2023 · 2024 · 2025